# 隠し砦の三悪人 THE LAST PRINCESS
『隠し砦の三悪人 THE LAST PRINCESS』（かくしとりでのさんあくにん ザ ラスト プリンセス）は、2008年5月10日に公開された日本映画。主演は松本潤。

## 概要
1958年の黒澤明監督作品『隠し砦の三悪人』のリメイクとして2007年11月1日に撮影開始。阿蘇山、熊本城、茨城県、静岡県などでロケを実施。興行収入は9.3億円。1958年版の真壁六郎太に替わり、オリジナルキャラクターである武蔵が主人公となるなど、ストーリーのほとんどが1958年版と異なる独自のものである。
スペシャルエディション版含めDVDは2008年12月12日発売。また、2009年10月30日に日本テレビと嵐とのコラボレーション企画である「嵐CHALLENGE★week」の一環で、『金曜ロードショー』にて地上波初放送された。

## キャスト
- 武蔵：松本潤
- 雪姫：長澤まさみ
- 真壁六郎太：阿部寛
- 鷹山刑部：椎名桔平
- 新八：宮川大輔
- 佐川出兵衛：甲本雅裕
- 本庄久之進：髙嶋政宏
- 長倉和泉：國村隼
- 刑部付きの侍：KREVA
- みつ：黒瀬真奈美
- 又七：小松和重
- バクチ打ち：生瀬勝久
- 人買い：古田新太
- 宿場襲撃隊・隊長：上川隆也
- 軍資金堀の侍：ピエール瀧
- さよ（六郎太の妹）：坂野友香
- オープニングの語り：大塚明夫
- 皆川猿時、田鍋謙一郎、中村橋弥、橋本じゅん、粟根まこと、川口節子、増田修一朗、山科亨 ほか

## スタッフ
- 製作：富山省吾
- 監督：樋口真嗣
- 脚色：中島かずき
- オリジナル脚本：菊島隆三、小国英雄、橋本忍、黒澤明
- 音楽：佐藤直紀
- 主題歌：The THREE（布袋寅泰×KREVA×亀田誠治）「裏切り御免」
- セカンドユニット監督：尾上克郎
- 殺陣：久世浩（久世七曜会）
- 殺陣助手：夏坂祐輝（久世七曜会）
- 火祭りシーン指導振付：飛鳥大五郎（舞太鼓あすか組）
- 刑部衣装デザイン：竹田団吾（デザイン協力：草彅琢仁）
- 特殊メイクコーディネーター：原口智生
- 馬上武術指導：金子家教（大日本弓馬会武田流）
- VFXスーパーバイザー：佐藤敦紀
- 現像：東京現像所
- プロデューサー：山内章宏、甘木モリオ
- Coプロデューサー：山田健一
- アソシエイトプロデューサー：倉田貴也
- 製作：東宝、日本テレビ放送網、小学館、ジェイ・ストーム、読売テレビ放送、中京テレビ放送、読売新聞、電通
- 製作プロダクション:東宝映画、シネバザール
- 配給:東宝

## 備考
- 火祭りのシーンのメロディに1962年の『キングコング対ゴジラ』のファロ島民の祈祷のメロディが挿入されている。樋口監督もDVDのブックレットで（作品名こそ明言していないが）、認めている。
- お笑いコンビのオードリーがエキストラとして参加していた[2]。